# Джафаров, Рагим Джафар оглы
Рагим Джафарович Джафаров (азерб. Rəhim Cəfər oğlu Cəfərov; 22 марта [3 апреля] 1883, Баку — 1971, Баку) — азербайджанский советский палеонтолог, музейный работник и исследователь ископаемой позвоночной фауны в Азербайджане. Изучал в основном плейстоценовых непарнокопытных Азербайджана.

## Биография
Родился 22 марта (3 апреля) 1883 года в городе Баку.
Учился в русско-татарской школе, после чего поступил в Бакинскую мужскую гимназию.
Окончив гимназию в 1906 году, по совету своего учителя Гасан-бека Зардаби, поступил на физико-математический факультет Императорского Санкт-Петербургского университета. Окончив университет в 1914 году, Джафаров вернулся в Баку.
В 1914—1920 годах преподавал в Баку, принимал активное участие в создании первого в Азербайджане высшего педагогического института. В 1920—1927 годах он преподавал биологию в Азербайджанском государственном педагогическом институте, а в 1923—1930 годах работал заведующим отделом биологии Азербайджанского государственного музея.
C 1930 года до самой своей смерти был директором Естественно-исторического музея в Баку. На свои личные средства Джафаров заказывал витрины и шкафы для музея, покупал иностранные книги, изданные на английском, немецком и французском языках, обогащал музей новыми экспонатами. С этим музеем связана в основном научная, публицистическая и организаторская деятельность Джафарова.
Параллельно с работой в музее в 1932—1946 годах продолжал преподавать в качестве ассистента кафедры биологии Азербайджанского медицинского института.
Многие молодые специалисты (такие как Д. В. Гаджиев, Ф. М. Ахундов, С. М. Асланова и др.) были привлечены к научно-исследовательской работе и защитили диссертации под руководством Джафарова.

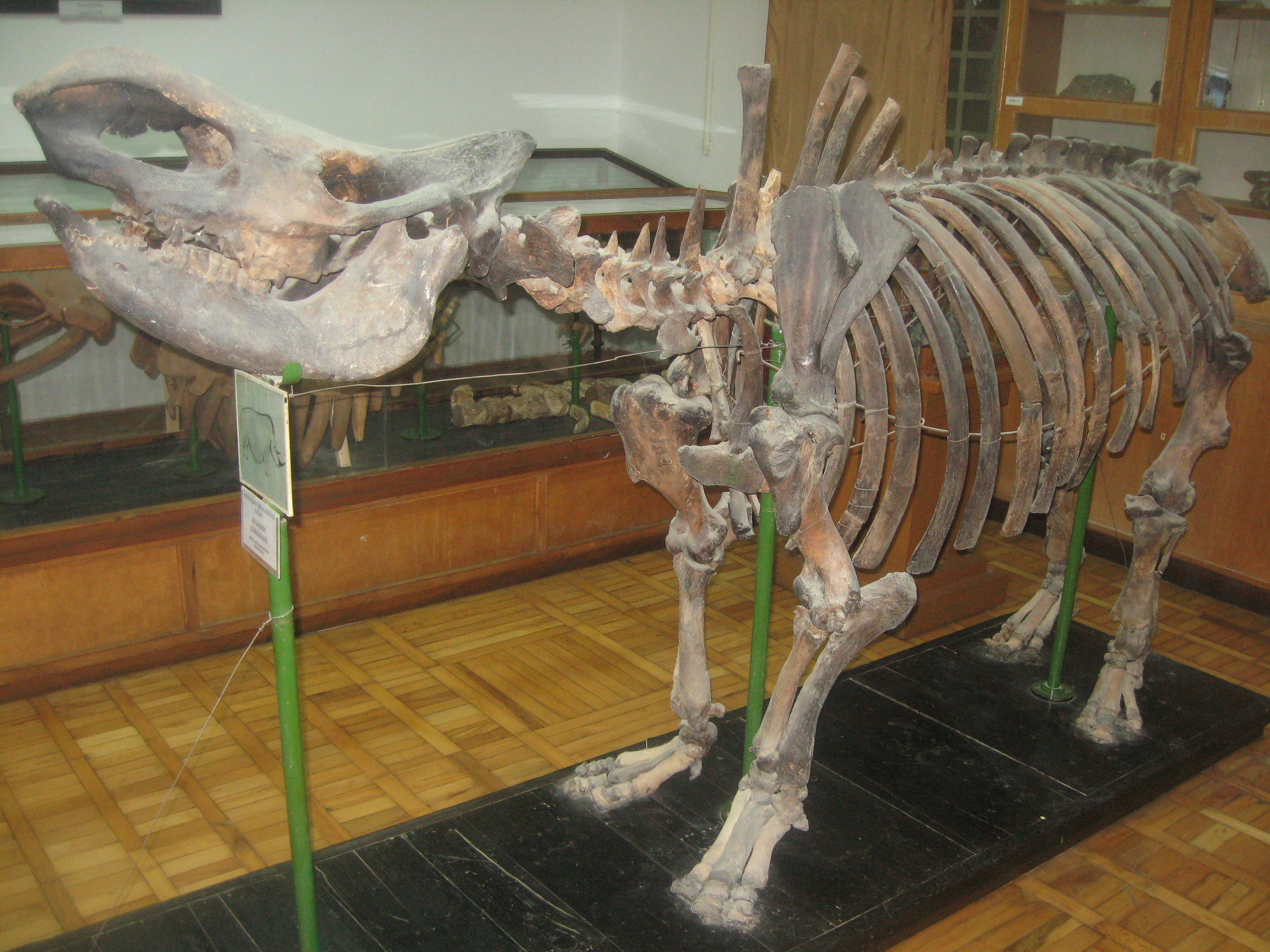
Скелет обнаруженного и впервые описанного Джафаровым бинагадинского носорога в Музее естественной истории имени Г. Зардаби в Баку

Под руководством Джафарова научные сотрудники Музея естественной истории участвовали в важных с промышленной точки зрения исследованиях, проводившихся в республике в годы Великой Отечественной войны. В 1941 году вместе с учёными Института геологии (В. А. Гориным и др.) они активно участвовали в поиске и открытии месторождений магматических сланцев на Апшеронском полуострове и в Исмаиллинском районе.
Исследования Р. Джафарова и его коллег (В. В. Богачева c 1938 года и Н. О. Бурчак-Абрамовича) сыграли огромную роль в развитии палеонтологии позвоночной фауны в Азербайджане. Р. Джафаров продолжил раскопки Бинагадинского захоронения фауны и флоры. Он составил «Атлас четвертичной фауны Бинагадов» (1961). По инициативе Джафарова и под его редакцией изданы 12 томов фундаментальной серии «Труды Естественно-исторического музея им. Г. Зардаби» (1951—1959).
До конца жизни учёный вёл научные исследования по палеонтологии позвоночных животных. Описал кости обитавших на Апшеронском полуострове в четвертичном периоде: бинагадинского носорога, пещерного льва, благородного оленя, волка и других животных.
Скончался в 1971 году в Баку.

## Систематик
Описал несколько новых таксонов, среди них:
- † Sus apscheronicus (Burschak-Abramowitsch et Dzhafarov, 1946)[6]
- † Rhinoceros binagadensis (Dzhafarov, 1955)[7]
- † Aceratherium G. Gadzhievi (Dzhafarov, 1958)[8]
- † Aceratherium D. Gadzhievi (Dzhafarov, 1958)[9]

## Научные публикации
Книги
- Джафаров Р. Д. Бинагадинский носорог. — Труды естественно-исторического музея имени Г. Зардаби. — Баку: Издательство Академии наук Азербайджанской ССР, 1960. — 99 с.

Статьи
- Джафаров Р. Д. Птицы бинагадинских раскопок // Известия АзФАН СССР. — Баку, 1943. — № 7.
- Джафаров Р. Д. Ископаемые млекопитающие четвертичного периода на Апшероне // Известия АН Азерб. ССР. — Баку: Издательство Академии наук Азербайджанской ССР, 1945. — № 6. — С. 108-113.
- Бурчак-Абрамович Н. И., Джафаров Р. Д. Находка гигантского оленя Megaceros sp. в кировых отложениях Апшеронского полуострова // Известия АН Азерб. ССР. — Баку: Издательство Академии наук Азербайджанской ССР, 1945. — № 10.
- Бурчак-Абрамович Н. И., Джафаров Р. Д. Гигантский олень на Апшеронском полуострове // Природа. — 1946. — № 3.
- Бурчак-Абрамович Н. И., Джафаров Р. Д. Sus apscheronicus sp. nova в составе бинагадинской фауны // Известия АН Азерб. ССР. — Баку: Издательство Академии наук Азербайджанской ССР, 1946. — № 6. — С. 26–37.
- Бурчак-Абрамович Н. И., Джафаров Р. Д. Остатки дикого кабана из Бинагадинских Кировых отложений (Апшерон) // Труды естественноисторического музея. — Баку: Издательство Академии наук Азербайджанской ССР, 1948. — Вып. 1–2. — С. 76–136.
- Джафаров Р. Д. Ископаемые носороги Rhinocerotidae Кавказа // Известия АН Азерб. ССР. — Баку: Издательство Академии наук Азербайджанской ССР, 1949. — № 8. — С. 51-59.
- Джафаров Р. Д. Пресмыкающиеся Азербайджанской ССР // Труды естественноисторического музея. — Баку, 1949. — Вып. 3. — С. 1–85.
- Джафаров Р. Д. Материалы к изучению черепа бинагадинского носорога // Известия АН Азерб. ССР. — Баку: Издательство Академии наук Азербайджанской ССР, 1950. — № 8. — С. 45–52.
- Джафаров Р. Д. Строение нижней челюсти бинагадинского носорога // Известия АН Азерб. ССР. — Баку: Издательство Академии наук Азербайджанской ССР, 1951. — № 8. — С. 15–33.
- Джафаров Р. Д. Класс пресмыкающиеся — Reptilia // Животный мир Азербайджана  / Ред. коллегия: А. Н. Ализаде и др.. — Баку: Издательство Академии наук Азербайджанской ССР, 1951. — С. 185-202.
- Джафаров Р. Д. Материалы к изучению черепа бинагадинского носорога // Известия АН Азерб. ССР. — Баку: Издательство Академии наук Азербайджанской ССР, 1952. — № 12. — С. 61–77.
- Джафаров Р. Д. Ископаемые носороги Кавказа // Известия АН Азерб. ССР. — Баку: Издательство Академии наук Азербайджанской ССР, 1952. — № 6.
- Бурчак-Абрамович Н. И., Джафаров Р. Д. Бинагадинское местонахождение верхнечетвертичной фауны и флоры на Апшеронском полуострове. // Труды естественноисторического музея. — Баку: Издательство Академии наук Азербайджанской ССР, 1955. — Вып. 10. — С. 89—146.
- Джафаров Р. Д. Новый представитель четвертичных носорогов (Rhinoceros binagadensis sp. nova) бинагадинской фауны // Бинагадинское местонахождение четвертичной флоры и фауны. — Баку: Издательство Академии наук Азербайджанской ССР, 1955. — С. 65-88.
- Джафаров Р. Д. Новый представитель четвертичного носорога бинагадинской фауны // Труды естественноисторического музея. — Баку, 1956. — Вып. X.
- Джафаров Р. Д. Четвертичная фауна Бинагадов (Апшеронский полуостров) // Природа. — 1956. — № 2.
- Джафаров Р. Д. Плейстоценовая фауна и флора Бинагадов // Труды научной сессии АН Азерб. ССР, посвященной 10-летию АН Азерб. ССР. — Баку, 1957. — № 2.
- Джафаров Р. Д. Два новых вида ацератерия (Aceratherium) из верхнесарматских отложений Кавказа // Изв. АН Азерб. ССР, сер. геол. - геогр. наук. — Баку, 1958. — № 2.
- Бурчак-Абрамович Н. И., Джафаров Р. Д. О нахождении вида Sus apsheronicus в четвертичных отложениях Апшерона // Изв. АН Азерб. ССР, сер. геол. - геогр. наук. — Баку: Издательство Академии наук Азербайджанской ССР, 1965. — № 2. — С. 19-30.
- Джафаров Р. Д. Бинагадинская ископаемая позвоночная фауна // Известия Академии наук АзССР. Серия наук о земле. — Баку: Издательство Академии наук Азербайджанской ССР, 1966. — № 6. — С. 51-57.